# 徐泽洲
徐泽洲（1958年11月—），男，汉族，江苏泰兴人。1976年12月参加工作，1976年10月加入中国共产党。南京大学哲学系毕业，大学本科学历。

## 生平
历任中共中央纪委干事、主任干事、副处长、正处级检查员、监察员、处长、副局级检查员、监察专员、党风廉政建设室副主任等职。2005年9月，任中共中央纪委党风廉政建设室主任。
2009年4月，任中共黑龙江省委组织部部长。同年12月，任中共黑龙江省委常委、组织部部长。2010年1月，兼任省委党校校长。
2014年8月，任中共上海市委常委、组织部部长。2017年1月，当选为上海市人民代表大会常务委员会副主任。同年5月，不再担任中共上海市委常委。2022年1月，辞去市人大常委会副主任职务。